# دولی ویلسون
دولی ویلسون (انگلیسی: Dooley Wilson؛ ۳ آوریل ۱۸۸۶ – ۳۰ مهٔ ۱۹۵۳) یک هنرپیشه و خواننده اهل ایالات متحده آمریکا بود. وی بین سال‌های ۱۹۰۸ تا ۱۹۵۱ میلادی فعالیت می‌کرد.

## گزیده فیلمشناسی
از فیلم‌ها یا برنامه‌های تلویزیونی که وی در آن نقش داشته‌است می‌توان به آثار زیر اشاره کرد.
- کازابلانکا (1942)
- به اصطبل بیا (1949)